# Соса, Франсиско
Франсиско Соса (исп. Francisco Sosa; 4 октября 1917, по другим данным 1918 — неизвестно) — парагвайский футболист, нападающий.

## Карьера
Франсиско Соса начал карьеру, выступая за клубы «Асунсьон» и «Гуарани», в составе которого форвард стал лучшим бомбардиром чемпионата Парагвая с 21 голом. В 1938 году он перешёл в команду «Серро Портеньо». Проведя там два сезона, Соса уехал в Аргентину, где стал выступать за «Росарио Сентраль». Сыграв за клуб 10 матчев и забив 6 голов, Франсиско возвратился в «Серро». Там на второго год он стал лучшим бомбардиром чемпионата с 23 голами, а 1944 году Соса выиграл с командой чемпионат страны. Этот успех футболист смог повторить лишь в 1950 году. Завершил карьеру Соса в перуанской команде «Марискаль Сукре».
В составе сборной Парагвая Соса дебютировал 6 января 1945 года в матче со сборной Аргентины на Кубок Шевалье Бутеля (2:5). 7 июля 1945 года во втором розыгрыше этого турнира в году он забил первый гол за национальную команду, а Парагвай одержал победу на турнире. 13 мая 1950 года он провёл последний матч за сборную в розыгрыше Кубка Освалдо Круза, в котором забил гол. Встреча завершилась вничью 3:3. В том же году Франсиско поехал на первый послевоенный чемпионат мира, но на поле не выходил.

## Международная статистика
| Матчи Франсиско Сосы за сборную Парагвая | Матчи Франсиско Сосы за сборную Парагвая | Матчи Франсиско Сосы за сборную Парагвая | Матчи Франсиско Сосы за сборную Парагвая | Матчи Франсиско Сосы за сборную Парагвая | Матчи Франсиско Сосы за сборную Парагвая | Матчи Франсиско Сосы за сборную Парагвая |
| ---------------------------------------- | ---------------------------------------- | ---------------------------------------- | ---------------------------------------- | ---------------------------------------- | ---------------------------------------- | ---------------------------------------- |
| №                                        | Дата                                     | Место проведения                         | Оппонент                                 | Счёт                                     | Голы                                     | Турнир                                   |
| 1                                        | 6 января 1945                            | Буэнос-Айрес                             | Аргентина                                | 2:5                                      | −                                        | Кубок Шевалье Бутеля                     |
| 2                                        | 9 января 1945                            | Буэнос-Айрес                             | Аргентина                                | 3:5                                      | −                                        | Кубок Шевалье Бутеля                     |
| 3                                        | 7 июля 1945                              | Асунсьон                                 | Аргентина                                | 5:1                                      | 1                                        | Кубок Шевалье Бутеля                     |
| 4                                        | 9 июля 1945                              | Асунсьон                                 | Аргентина                                | 1:3                                      | −                                        | Кубок Шевалье Бутеля                     |
| 5                                        | 25 марта 1950                            | Буэнос-Айрес                             | Аргентина                                | 2:2                                      | 1                                        | Кубок Шевалье Бутеля                     |
| 6                                        | 29 марта 1950                            | Буэнос-Айрес                             | Аргентина                                | 0:4                                      | −                                        | Кубок Шевалье Бутеля                     |
| 7                                        | 30 апреля 1950                           | Рио-де-Жанейро                           | Уругвай                                  | 3:2                                      | −                                        | Кубок Тромпоски                          |
| 8                                        | 7 мая 1950                               | Рио-де-Жанейро                           | Бразилия                                 | 0:2                                      | −                                        | Кубок Освалдо Круза                      |
| 9                                        | 13 мая 1950                              | Рио-де-Жанейро                           | Бразилия                                 | 3:3                                      | 1                                        | Кубок Освалдо Круза                      |

## Достижения

### Командные
- Обладатель Кубка Шевалье Бутеля: 1945 (2)
- Чемпион Парагвая: 1944, 1950

### Личные
- Лучший бомбардир чемпионата Парагвая: 1937 (21 гол), 1942 (23 гола)